# Discografia de The Narrative
The Narrative é um grupo musical americano de Indie Pop, Rock de Long Island, Nova York formada no verão de 2008. Desde 2011, a banda é formada por Suzie Zeldin (vocais, teclados, compositora) e Jesse Gabriel (vocais, violão, compositor). Anteriormente, o grupo já contou com o baterista Charlie Seich. O som do The Narrative tem sido associado com o Indie Pop, Pop Rock, Indie Rock e tendo um pouco de folk.
O nome da banda foi baseado em termos literários e escolares e em teorias da educação dos membros da banda no colégio.
Até o momento, o The Narrative lançou um álbum de estudio, The Narrative (2010) , três EPs, Just Say Yes (2008), Nothing Without You (2010), Kickstarter (2011) e um álbum b-side, B-Sides and Seasides (2012).

## Álbuns

### Álbuns de estúdio
| Título        | Detalhes | Classificações                                                         |
| ------------- | --- | ---------------------------------------------------------------------- |
| The Narrative | - Lançamento: Julho 26, 2010 - Gravadora: The Record Collective - Formatos: CD, digital download, 12" Vinil | - Alternative Press - AbsolutePunk - Alter The Press! - PropertyOfZack |

## EPs
| Título               | Detalhes                                      | Classificações   |
| -------------------- | --------------------------------------------- | ---------------- |
| Just Say Yes         | - Lançado: August 30, 2008 - Self Release     | AbsolutePunk     |
| Nothing Without You  | - Lançado: 16 Março - 31 Março - Independente | Alter The Press! |
| Kickstarter          | - Lançado: Março 24, 2011 - Independente      | Alter The Press! |
| B-Sides and Seasides | - Lançado: Fevereiro 4, 2012 - Independente   | Cooltry (Bro)    |

## Singles
| Título              | Ano  | Diretor     |
| ------------------- | ---- | ----------- |
| "Chasing a Feeling" | 2014 | Sean O'kane |